# Estación Praça da Árvore
Estación Praça da Árvore es una de las estaciones de la línea 1 - Azul del metro de la ciudad Brasileña de São Paulo. Fue inaugurada el 14 de septiembre de 1974.

## Demanda media da estación
La demanda media de esta estación, es de 22 mil pasajeros por día, según datos publicados por el Metro, además, considerada la de menor demanda de la Zona Sur, en conjunto con la Estación São Judas.

## Líneas de SPTrans
Líneas de la SPTrans que salen de la Estación Praça da Árvore del Metro:
| Línea   | Destino               |
| ------- | --------------------- |
| 4727/10 | Jardim Clímax         |
| 674A/10 | Jardim Horizonte Azul |
| 695H/10 | Jardim Herplin        |

## Tabla
| Sigla | Estación        | Inauguración             | Capacidad                  | Integración              | Plataformas | Posición    | Comentarios                                   |
| ----- | --------------- | ------------------------ | -------------------------- | ------------------------ | ----------- | ----------- | --------------------------------------------- |
| ARV   | Praça da Árvore | 14 de septiembre de 1974 | 20 mil pasajeros hora/pico | Bilhete Único de SPTrans | Laterales   | Subterránea | Estación con estructura de concreto aparente. |